# Liga Europa da UEFA de 2011–12
A Liga Europa da UEFA de 2011–12 foi a terceira edição da competição com esse formato e com esse nome (anteriormente chamada de Taça UEFA). A final será disputada no Stadionou National em Bucareste, na Romênia. O FC Porto, o campeão em título, foi eliminado nos dezasseis avos-de-final pelo Manchester City.

## Distribuição de vagas e qualificação
Um total de 193 equipes de 53 federações filiadas a UEFA participarão da Liga Europa da UEFA na temporada de 2011-12. As vagas por associação são definidas pelo Ranking de Coeficiência da UEFA de 2010, que calcula a performance dos clubes de cada país das temporadas de 2005-06 á 2009-10.
As vagas para a Liga Europa da UEFA de 2011-12 foram definidas da seguinte maneira:
- Associações de 1-6 têm três times qualificados;
- Associações de 7-9 têm quatro times qualificados;
- Associações de 10-51 têm três times qualificados, excluindo Liechtenstein com uma vaga;
- Associações 52-53 têm dois times qualificados;
- Os três melhores colocados no UEFA Fair Play ranking serão qualificados;
- 33 times eliminados na Liga dos Campeões da UEFA de 2011-12 serão transferidos para a Liga Europa da UEFA;
- Campeão da Liga Europa da UEFA de 2010-11.

| Rank | Associação       | Coef.  | Times    |
| ---- | ---------------- | ------ | -------- |
| 1    | Inglaterra       | 81.856 | 3+1 (FP) |
| 2    | Espanha          | 79.757 | 3        |
| 3    | Itália           | 64.338 | 3        |
| 4    | Alemanha         | 64.207 | 3        |
| 5    | França           | 53.740 | 3        |
| 6    | Rússia           | 43.791 | 3        |
| 7    | Ucrânia          | 39.550 | 4        |
| 8    | Romênia          | 39.491 | 4        |
| 9    | Portugal         | 38.296 | 4        |
| 10   | Países Baixos    | 36.546 | 3        |
| 11   | Turquia          | 34.450 | 3        |
| 12   | Grécia           | 29.899 | 3        |
| 13   | Suíça            | 28.375 | 3        |
| 14   | Bélgica          | 27.900 | 3        |
| 15   | Denmark          | 27.350 | 3        |
| 16   | Escócia          | 25.791 | 3        |
| 17   | Bulgaria         | 22.000 | 3        |
| 18   | República Tcheca | 21.975 | 3        |

| Rank | Associação           | Coef.  | Times    |
| ---- | -------------------- | ------ | -------- |
| 19   | Áustria              | 19.575 | 3        |
| 20   | Israel               | 18.875 | 3        |
| 21   | Chipre               | 17.999 | 3        |
| 22   | Noruega              | 17.400 | 3+1 (FP) |
| 23   | Eslováquia           | 15.832 | 3        |
| 24   | Suécia               | 14.191 | 3+1 (FP) |
| 25   | Sérvia               | 14.000 | 3        |
| 26   | Polônia              | 12.541 | 3        |
| 27   | Croácia              | 12.332 | 3        |
| 28   | Bielorrússia         | 11.541 | 3        |
| 29   | Irlanda              | 9.541  | 3        |
| 30   | Finlândia            | 9.499  | 3        |
| 31   | Bósnia e Herzegovina | 8.749  | 3        |
| 32   | Lituânia             | 8.416  | 3        |
| 33   | Letônia              | 8.248  | 3        |
| 34   | Moldávia             | 7.290  | 3        |
| 35   | Eslovênia            | 6.957  | 3        |
| 36   | Hungria              | 6.750  | 3        |

| Rank | Associação       | Coef. | Times |
| ---- | ---------------- | ----- | ----- |
| 37   | Geórgia          | 5.748 | 3     |
| 38   | Azerbaijan       | 5.498 | 3     |
| 39   | Islândia         | 5.415 | 3     |
| 40   | Macedônia        | 5.332 | 3     |
| 41   | Liechtenstein    | 4.500 | 1     |
| 42   | Cazaquistão      | 4.499 | 3     |
| 43   | Estônia          | 4.374 | 3     |
| 44   | Albânia          | 3.999 | 3     |
| 45   | Armênia          | 2.999 | 3     |
| 46   | Gales            | 2.581 | 3     |
| 47   | Montenegro       | 2.125 | 3     |
| 48   | Ilhas Faroe      | 1.832 | 3     |
| 49   | Irlanda do Norte | 1.624 | 3     |
| 50   | Luxemburgo       | 1.249 | 3     |
| 51   | Andorra          | 1.000 | 3     |
| 52   | Malta            | 0.916 | 2     |
| 53   | San Marino       | 0.750 | 2     |

Notas
- O número de times não inclui os tranferidos da Liga dos Campeões da UEFA.

### Distribuição
|                                            | Times entrando nesta rodada | Times avançando para a próxima rodada                                            | Times transferidos da Liga dos Campeões da UEFA                                            |
| ------------------------------------------ | --- | -------------------------------------------------------------------------------- | ------------------------------------------------------------------------------------------ |
| Primeira rodada de qualificação (52 times) | - 20 vice-campeões das associações 33–53 (excluindo Liechtenstein) - 29 terceiros colocados das associações 22–51 (excluindo Liechtenstein) - 3 times qualificados via UEFA Fair Play ranking |                                                                                  |                                                                                            |
| Segunda Rodada de Qualificação (80 times)  | - 25 campeões da copa nacional das associações 29–53 - 14 vice-campeões das associações 19–32 - 6 terceiros colocados das associações 16–21 - 6 quarto colocados das associações 10–15 - 3 quinto colocados das associações 7–9 | - 26 vencedores da primeira rodada de qualificação                               |                                                                                            |
| Terceira Rodada de Qualificação (70 times) | - 13 campeões da copa nacional das associações 16–28 - 3 vice-campeões das associações 16–18 - 6 terceiros colocados das associações 10–15 - 3 quarto colocados das associações 7–9 - 3 quinto colocados das associações 4–6 (Campeão da Copa da Liga Francesa) - 3 sexto colocados das associações 1–3 (Campeão da Copa da Liga Inglesa) | - 40 vencedores da segunda rodada de qualificação                                |                                                                                            |
| Rodada de play-off (74 times)              | - 15 campeões das copas nacionais das associações 1–15 - 3 terceiros colocados das associações 7–9 - 3 quarto colocados das associações 4–6 - 3 quinto colocados das associações 1–3 | - 35 vencedores da terceira rodada de qualificação                               | - 15 perdedores da terceira rodada de qualificação da Liga dos Campeões da UEFA de 2011-12 |
| Fase de Grupos (48 Times)                  | - Atual campeão (Vencedor da Liga Europa da UEFA de 2010-11) | - 37 vencedores da rodada de play-off                                            | - 10 perdedores da rodada de play-off da Liga dos Campeões da UEFA de 2011-12              |
| Fases Finais (32 Times)                    | | - 12 Primeiros-colocados da fase de grupos - 12 Vice-colocados da fase de grupos | - 8 terceiro-colocados da fase de grupos da Liga dos Campeões da UEFA de 2011-12           |

Os dois finalistas da Liga Europa da UEFA de 2010-11 são garantidos para se qualificar para as competições da UEFA 2011-12, através da performance nacional:
- Porto vai jogar na Liga dos Campeões.
- Braga vai jogar na Liga Europa, onde eles vão entrar, pelo menos, a terceira rodada de qualificação.

Como resultado, um local será desocupado, que por sua vez, levou às seguintes alterações ao sistema de alocação padrão, a fim de compensar esse ponto vago:
- Os vencedores da taça nacional da associação 28 (Bielorrússia) são promovidos a partir da segunda fase de qualificação para a terceira rodada de qualificação.
- Os vencedores da taça nacional de associações de 52 e 53 (Malta e San Marino) são promovidos da primeira ronda de qualificação para a segunda pré-eliminatória.

Além disso:
Se o Porto ganhar o campeonato o seu lugar na fase de grupos está desocupado. Eles perdem qualquer direito a este lugar, mesmo que sejam eliminados da Liga dos Campeões e voltar a entrar na Liga Europa. Seu lugar na fase de grupos não é dado automaticamente para outra equipe. Isso significa que mais uma equipe é necessário para o progresso da rodada do play-off da fase de grupos. Para fazer isso:
- Os vencedores da taça nacional de associações de 16 e 17 (na Escócia e Bulgária) são movidos a partir da terceira rodada de qualificação para o play-off ".
- Os vencedores da taça nacional da associação 29 (República da Irlanda) são movidos a partir da segunda fase de qualificação para a terceira rodada de qualificação.
- O vice-campeonato nacional de associações 33 e 34 (Letônia e Moldávia) são movidos a partir da primeira pré-eliminatória para a segunda pré-eliminatória.

Se o Braga ganhar a taça se qualifica para o play-off da Liga Europa por sua posição doméstica.
- Os vencedores da taça nacional da associação 16 (Escócia), são promovidos da terceira rodada de qualificação para o play-off ".

## Times
Legenda:
- DT: Defendendo título
- VC: Vencedor da Copa
- SG: Segundo na Copa
- CL: Vencedor da Copa da Liga
- FP: Fair play
- UCL: Relegado da Liga dos Campeões da UEFA
  - FG: Terceiro colocado na fase de grupos
  - PO: Perdedor da rodada de Play-off
  - Q3: Perdedor da Terceira rodada de qualificação

| Round of 32                     | Round of 32               | Round of 32             | Round of 32           |
| ------------------------------- | ------------------------- | ----------------------- | --------------------- |
| (LCU FG)                        | (LCU FG)                  | (LCU FG)                | (LCU FG)              |
| (LCU FG)                        | (LCU FG)                  | (LCU FG)                | (LCU FG)              |
| Fase de Grupos                  |                           |                         |                       |
| (DT)                            | (LCU PO)                  | (LCU PO)                | (LCU PO)              |
| (LCU PO)                        | (LCU PO)                  | (LCU PO)                | (LCU PO)              |
| (LCU PO)                        | (LCU PO)                  | (LCU PO)                |                       |
| Rodada de Play-off              |                           |                         |                       |
| Tottenham (5º)                  | Lokomotiv Moskow (5º)     | Anderlecht (3º)         | (LCU Q3)              |
| Birminghan (CL)                 | Metalist Kharkiv (3º)     | Nordsjælland (VC)       | (LCU Q3)              |
| Sevilla (5º)                    | Dnipro (4º)               | Celtic (VC)             | (LCU Q3)              |
| Athletic Bilbao (6º)            | Steaua Bucareste (VC)     | CSKA Sofia (VC)         | (LCU Q3)              |
| Lazio (5º)                      | Rapid Bucareste (4º)      | (LCU Q3)                | (LCU Q3)              |
| Roma (6º)                       | Sporting (3º)             | (LCU Q3)                | (LCU Q3)              |
| Schalke 04 (VC)                 | Braga (4º)                | (LCU Q3)                | (LCU Q3)              |
| Hannover 96 (4º)                | PSV Eindhoven (3º)        | (LCU Q3)                | (LCU Q3)              |
| PSG (4º)                        | Besiktas (VC)             | (LCU Q3)                |                       |
| Sochaux (5º)                    | AEK Atenas (VC)           | (LCU Q3)                |                       |
| Spartak Moscow (4º)             | Sion (VC)                 | (LCU Q3)                |                       |
| Terceira Rodada de Qualificação |                           |                         |                       |
| Stoke City (SG)                 | Vitória de Guimarães (5º) | Levski Sofia (2º)       | Helsingborg (VC)      |
| Atlético de Madrid (7º)         | AZ Alkmaar (4º)           | Sparta Praga (2º)       | Estrela Vermelha (2º) |
| Palermo (SG)                    | Bursaspor (3º)            | Mladá Boleslav (VC)     | Legia Varsóvia (VC)   |
| Mainz 05 (5º)                   | PAOK (4º)                 | SV Ried (VC)            | Hajduk Split (2º)     |
| Rennes (6º)                     | Young Boys (3º)           | Hapoel Tel Aviv (VC)    | Gomel (VC)            |
| Alania Vladikavkaz (SG)         | Club Brugge (4º)          | Omonia Nicosia (VC)     | Sligo Rovers (VC)     |
| Karpaty Lviv (5º)               | Brøndby (3º)              | Strømsgodset (VC)       |                       |
| Dínamo Bucareste (6º)           | Hearts (3º)               | Senica (2º)             |                       |
| Segunda Rodada de Qualificação  |                           |                         |                       |
| Vorskla Poltava (6º)            | Maccabi Tel Aviv (3º)     | Sarajevo (2º)           | Vaduz (VC)            |
| Gaz Metan Medias (7º)           | Bnei Yehuda (5º)          | Zeljeznicar (VC)        | Aktobe (2º)           |
| Nacional da Madeira (6º)        | Anorthosis Famagusta (3º) | Sūduva (2º)             | Levadia Tallinn (2º)  |
| ADO Den Haag (7°)               | AEK Larnaca (4º)          | Tauras Tauragė (4º)     | Tirana (VC)           |
| Gaziantepspor (4º)              | Vålerenga (2º)            | Ventspils (VC)          | Mika (VC)             |
| Olympiakos Volou (5º)           | MSK Zilina (3º)           | Liepājas Metalurgs (3º) | Llanelli (VC)         |
| Thun (5º)                       | Örebro (3º)               | Sheriff Tiraspol (2º)   | Rudar Pljevlja (VC)   |
| Westerlo (SG)                   | Vojvodina (3°)            | Iskra-Stal (VC)         | EB/Streymur (VC)      |
| Midtjylland (4º)                | Slask Breslávia (2°)      | Domžale (VC)            | Crusaders (2º)        |
| Dundee United (4º)              | RNK Split (3º)            | Kecskeméti (VC)         | Differdange 03 (VC)   |
| Lokomotiv Sofia (4º)            | Shakhtyor Salihorsk (2º)  | Gagra (VC)              | UE Sant Julià (VC)    |
| Baumit Jablonec (3º)            | Bohemians (2°)            | Khazar Lankaran (VC)    | Floriana (VC)         |
| Red Bull Salzburgo (2º)         | KuPS (2º)                 | FH (VC)                 | Juvenes/Dogana (VC)   |
| Austria Viena (3º)              | TPS (VC)                  | Metalurg Skopje (VC)    |                       |
| Primeira Rodada de Qualificação |                           |                         |                       |
| Tromsø (3°)                     | Koper (3°)                | Shakhter Karagandy (SG) | Glentoran (3°)        |
| Spartak Trnava (3°)             | Olimpija Ljubljana (4°)   | Narva Trans (3°)        | Cliftonville (4°)     |
| Elfsborg (4º)                   | Paksi (2º)                | Nõmme Kalju (4°)        | Fola Esch (2°)        |
| Rad (4°)                        | Ferencváros (3º)          | Flamurtari Vlorë (2º)   | Käerjéng 97 (3°)      |
| Jagiellonia Belastok (4°)       | Dinamo Tbilisi (2°)       | Vllaznia Shkodër (3º)   | Lusitanos (3°)        |
| Varazdin (SG)                   | Olimpi Rustavi (3°)       | Banants (2º)            | UE Santa Coloma (4°)  |
| Minsk (3°)                      | Qarabag (3°)              | Ulisses (3º)            | Birkirkara (3º)       |
| St. Patrick's Athletic (5°)     | AZAL Baku (4°)            | The New Saints (2º)     | Tre Penne (2º)        |
| Honka (4º)                      | ÍBV (3°)                  | Neath (3º)              | Aalesunds (FP)        |
| Siroki Brijeg (4º)              | KR (4°)                   | Buducnost (2º)          | Fulham (FP)           |
| Banga Gargzdai (SG)             | Renova (3°)               | Zeta (3º)               | Häcken (FP)           |
| Daugava (4°)                    | Robotinicki (4°)          | NSÍ Runavík (3°)        |                       |
| Milsami Orhei (3º)              | Irtysh (3º)               | ÍF Fuglafjørður (3°)    |                       |

## Rodadas de qualificação

### Primeira rodada
| Equipe 1              | Total       | Equipe 2              | 1.º jogo | 2.º jogo  |
| --------------------- | ----------- | --------------------- | -------- | --------- |
| ÍF                    | 2–8         | KR                    | 1–3      | 1–5       |
| Daugava Daugavpils    | 1–7         | Tromsø                | 0–5      | 1–2       |
| Elfsborg              | 5–1         | Fola Esch             | 4–0      | 1–1       |
| The New Saints        | 2–1         | Cliftonville          | 1–1      | 1–0       |
| Honka                 | 2–0         | Nõmme Kalju           | 0–0      | 2–0       |
| Fulham                | 3–0         | NSÍ                   | 3–0      | 0–0       |
| ÍBV                   | 1–2         | St Patrick's Athletic | 1–0      | 0–2       |
| Käerjéng 97           | 2–6         | Häcken                | 1–1      | 1–5       |
| Aalesund              | 6–1         | Neath                 | 4–1      | 2–0       |
| Renova                | 3–3 (2–3 p) | Glentoran             | 2–1      | 1–2 (pro) |
| Koper                 | 2–3         | Shakhter Karagandy    | 1–1      | 1–2       |
| Banga Gargždai        | 0–7         | Qarabağ               | 0–4      | 0–3       |
| UE Santa Coloma       | 0–5         | Paks                  | 0–1      | 0–4       |
| Narva Trans           | 1–7         | Rabotnički            | 1–4      | 0–3       |
| Rad                   | 9–1         | Tre Penne             | 6–0      | 3–1       |
| Budućnost Podgorica   | 3–4         | Flamurtari Vlorë      | 1–3      | 2–1       |
| Ferencváros           | 5–0         | Ulisses               | 3–0      | 2–0       |
| Jagiellonia Białystok | 1–2         | Irtysh Pavlodar       | 1–0      | 0–2       |
| AZAL Baku             | 2–3         | Minsk                 | 1–1      | 1–2       |
| Dinamo Tbilisi        | 5–1         | Milsami Orhei         | 2–0      | 3–1       |
| Varaždin              | 6–1         | Lusitanos             | 5–1      | 1–0       |
| Banants               | 1–2         | Metalurgist Rustavi   | 0–1      | 1–1       |
| Birkirkara            | 1–2         | Vllaznia Shkodër      | 0–1      | 1–1       |
| Široki Brijeg         | 0–3         | Olimpija Ljubljana    | 0–0      | 0–3       |
| Spartak Trnava        | 4–2         | Zeta                  | 3–0      | 1–2       |

### Segunda rodada
| Equipe 1             | Total    | Equipe 2              | 1.º jogo | 2.º jogo  |
| -------------------- | -------- | --------------------- | -------- | --------- |
| Metalurgist Rustavi  | 3–1      | Irtysh Pavlodar       | 1–1      | 2–0       |
| Sūduva Marijampolė   | 1–4      | Elfsborg              | 1–1      | 0–3       |
| Metalurg Skopje      | 2–3      | Lokomotiv Sofia       | 0–0      | 2–3       |
| Sant Julià           | 0–4      | Bnei Yehuda           | 0–2      | 0–2       |
| Željezničar          | 1–0      | Sheriff Tiraspol      | 1–0      | 0–0       |
| KuPS                 | 1–2      | Gaz Metan Mediaş      | 1–0      | 0–2       |
| Minsk                | 2–5      | Gaziantepspor         | 1–1      | 1–4       |
| Iskra-Stal           | 2–4      | Varaždin              | 1–1      | 1–3       |
| Tauras Tauragė       | 2–5      | ADO Den Haag          | 2–3      | 0–2       |
| Glentoran            | 0–5      | Vorskla Poltava       | 0–2      | 0–3       |
| Juvenes/Dogana       | 0–4      | Rabotnički            | 0–1      | 0–3       |
| Örebro               | 0–2      | Sarajevo              | 0–0      | 0–2       |
| Crusaders            | 1–7      | Fulham                | 1–3      | 0–4       |
| Llanelli             | 2–6      | Dinamo Tbilisi        | 2–1      | 0–5       |
| Floriana             | 0–9      | AEK Larnaca           | 0–8      | 0–1       |
| Shakhtsyor Salihorsk | 2–4      | Ventspils             | 0–1      | 2–3       |
| Flamurtari Vlorë     | 1–7      | Jablonec              | 0–2      | 1–5       |
| KR Reykjavík         | 3–2      | Žilina                | 3–0      | 0–2       |
| Vålerenga            | 2–0      | Mika                  | 1–0      | 1–0       |
| Olimpija Ljubljana   | 3–1      | Bohemian              | 2–0      | 1–1       |
| Domžale              | 2–5      | Split                 | 1–2      | 1–3       |
| Differdange 03       | 1–0      | Levadia Tallinn       | 0–0      | 1–0       |
| Tirana               | 1–3      | Spartak Trnava        | 0–0      | 1–3       |
| Ferencváros          | 3–4      | Aalesund              | 2–1      | 1–3 (pro) |
| Liepājas Metalurgs   | 1–4      | Red Bull Salzburg     | 1–4      | 0–0       |
| Rad                  | 1–2      | Olympiakos Volou      | 0–1      | 1–1       |
| The New Saints       | 3–8      | Midtjylland           | 1–3      | 2–5       |
| Kecskemét            | 1–1 (gf) | Aktobe                | 1–1      | 0–0       |
| Häcken               | 3–0      | Honka                 | 1–0      | 2–0       |
| Anorthosis           | 3–2      | Gagra                 | 3–0      | 0–2       |
| Vaduz                | 3–3 (gf) | Vojvodina             | 0–2      | 3–1       |
| Rudar Pljevlja       | 0–5      | Austria Wien          | 0–3      | 0–2       |
| Śląsk Wrocław        | 3–3 (gf) | Dundee United         | 1–0      | 2–3       |
| Shakhter Karagandy   | 2–3      | St Patrick's Athletic | 2–1      | 0–2       |
| EB/Streymur          | 1–1 (gf) | Qarabağ               | 1–1      | 0–0       |
| FH                   | 1–3      | Nacional              | 1–1      | 0–2       |
| Paks                 | 4–1      | Tromsø                | 1–1      | 3–0       |
| TPS                  | 0–1      | Westerlo              | 0–1      | 0–0       |
| Maccabi Tel Aviv     | 3–1      | Khazar Lankaran       | 3–1      | 0–0       |
| Vllaznia Shkodër     | 1–2      | Thun                  | 0–0      | 1–2       |

### Terceira rodada
| Equipe 1            | Total      | Equipe 2              | 1.º jogo | 2.º jogo  |
| ------------------- | ---------- | --------------------- | -------- | --------- |
| Atlético Madrid     | 4–1        | Strømsgodset          | 2–1      | 2–0       |
| Young Boys          | 5–1        | Westerlo              | 3–1      | 2–0       |
| Ventspils           | 1–9        | Estrela Vermelha      | 1–2      | 0–7       |
| Alania Vladikavkaz  | 2–2 (4–2p) | Aktobe                | 1–1      | 1–1 (pro) |
| AEK Larnaca         | 5–2        | Mladá Boleslav        | 3–0      | 2–2       |
| Željezničar         | 0–8        | Maccabi Tel Aviv      | 0–2      | 0–6       |
| AZ Alkmaar          | 3–1        | Jablonec              | 2–0      | 1–1       |
| Olimpija Ljubljana  | 3–4        | Austria Wien          | 1–1      | 2–3       |
| Bursaspor           | 5–2        | Gomel                 | 2–1      | 3–1       |
| Aalesund            | 5–1        | Elfsborg              | 4–0      | 1–1       |
| Gaziantepspor       | 0–1        | Legia Warsaw          | 0–1      | 0–0       |
| Hapoel Tel Aviv     | 5–2        | Vaduz                 | 4–0      | 1–2       |
| Metalurgist Rustavi | 2–7        | Rennes                | 2–5      | 0–2       |
| Levski Sofia        | 3–3 (4–5p) | Spartak Trnava        | 2–1      | 1–2 (pro) |
| Midtjylland         | 1–2        | Vitória Guimarães     | 0–0      | 1–2       |
| Dinamo Bucureşti    | 4–3        | Varaždin              | 2–2      | 2–1       |
| Karpaty Lviv        | 5–1        | St Patrick's Athletic | 2–0      | 3–1       |
| Palermo             | 3–3 (gf)   | Thun                  | 2–2      | 1–1       |
| KR Reykjavík        | 1–6        | Dinamo Tbilisi        | 1–4      | 0–2       |
| Omonia              | 3–1        | ADO Den Haag          | 3–0      | 0–1       |
| Red Bull Salzburg   | 4–0        | Senica                | 1–0      | 3–0       |
| Club Brugge         | 4–2        | Qarabağ               | 4–1      | 0–1       |
| Differdange 03      | 0–61       | Olympiakos Volou      | 0–3      | 0–3       |
| Mainz 05            | 2–2 (3–4p) | Gaz Metan Mediaş      | 1–1      | 1–1 (pro) |
| Bnei Yehuda         | 1–3        | Helsingborg           | 1–0      | 0–3       |
| Stoke City          | 2–0        | Hajduk Split          | 1–0      | 1–0       |
| Anorthosis          | 2–3        | Rabotnički            | 0–2      | 2–1       |
| Sparta Praga        | 7–0        | Sarajevo              | 5–0      | 2–0       |
| Vorskla Poltava     | 2–0        | Sligo Rovers          | 0–0      | 2–0       |
| Paks                | 2–5        | Heart of Midlothian   | 1–1      | 1–4       |
| Śląsk Wrocław       | 0–0 (4–3p) | Lokomotiv Sofia       | 0–0      | 0–0 (pro) |
| Nacional            | 4–2        | Häcken                | 3–0      | 1–2       |
| Ried                | 4–4 (gf)   | Brøndby               | 2–0      | 2–4       |
| Vålerenga           | 0–5        | PAOK                  | 0–2      | 0–3       |
| Split               | 0–2        | Fulham                | 0–0      | 0–2       |

## Rodada de Play-off
| Equipe 1          | Total    | Equipe 2              | 1.º jogo | 2.º jogo   |
| ----------------- | -------- | --------------------- | -------- | ---------- |
| Maccabi Tel Aviv  | 4–2      | Panathinaikos         | 3–0      | 1–2        |
| Atlético Madrid   | 6–0      | Vitória Guimarães     | 2–0      | 4–0        |
| Shamrock Rovers   | 3–2      | Partizan              | 1–1      | 2–1 (pro)  |
| Metalist Kharkiv  | 4–0      | Sochaux               | 0–0      | 4–0        |
| Beşiktaş          | 3–2      | Alania Vladikavkaz    | 3–0      | 0–2        |
| Rosenborg         | 1–2      | AEK Larnaca           | 0–0      | 1–2        |
| Vorskla Poltava   | 5–3      | Dinamo Bucureşti      | 2–1      | 3–2        |
| Bursaspor         | 3–4      | Anderlecht            | 1–2      | 2–2        |
| Slovan Bratislava | 2–1      | Roma                  | 1–0      | 1–1        |
| Differdange 031   | 0–6      | Paris Saint-Germain   | 0–4      | 0–2        |
| Legia Warsaw      | 5–4      | Spartak Moscow        | 2–2      | 3–2        |
| Ekranas           | 1–4      | Hapoel Tel Aviv       | 1–0      | 0–4        |
| PAOK              | 3–1      | Karpaty Lviv          | 2–0      | 1–1        |
| Athletic Bilbao   | s/r      | Trabzonspor           | 0–0      | Cancelado2 |
| Hearts            | 0–5      | Tottenham Hotspur     | 0–5      | 0–0        |
| Maribor           | 3–2      | Rangers               | 2–1      | 1–1        |
| Steaua Bucureşti  | 3–1      | CSKA Sofia            | 2–0      | 1–1        |
| Nordsjælland      | 1–2      | Sporting CP           | 0–0      | 1–2        |
| Fulham            | 3–1      | Dnipro Dnipropetrovsk | 3–0      | 0–1        |
| Lokomotiv Moscow  | 3–1      | Spartak Trnava        | 2–0      | 1–1        |
| Celtic            | 1–3      | Sion                  | 0–0      | 1–3        |
| Śląsk Wrocław     | 2–4      | Rapid Bucureşti       | 1–3      | 1–1        |
| Litex Lovech      | 1–3      | Dynamo Kyiv           | 1–2      | 0–1        |
| Lazio             | 9–1      | Rabotnički            | 6–0      | 3–1        |
| Nacional          | 0–3      | Birmingham City       | 0–0      | 0–3        |
| Ried              | 0–5      | PSV Eindhoven         | 0–0      | 0–5        |
| Thun              | 1–5      | Stoke City            | 0–1      | 1–4        |
| Aalesund          | 2–7      | AZ                    | 2–1      | 0–6        |
| Vaslui            | 2–1      | Sparta Praga          | 2–0      | 0–1        |
| Omonia            | 2–2 (gf) | Red Bull Salzburg     | 2–1      | 0–1        |
| Zestafoni         | 3–5      | Club Brugge           | 3–3      | 0–2        |
| Hannover 96       | 3–2      | Sevilla               | 2–1      | 1–1        |
| HJK Helsinki      | 3–6      | Schalke 04            | 2–0      | 1–6        |
| AEK Athens        | 2–1      | Dinamo Tbilisi        | 1–0      | 1–1 (pro)  |
| Estrela Vermelha  | 1–6      | Rennes                | 1–2      | 0–4        |
| Austria Wien      | 3–2      | Gaz Metan Mediaş      | 3–1      | 0–1        |
| Braga             | 2–2 (gf) | Young Boys            | 0–0      | 2–2        |
| Standard Liège    | 4–1      | Helsingborg           | 1–0      | 3–1        |

- Nota 1: A equipe grega Olympiakos Volou, que havia se classificado para a ronda de play-off, foi excluída da competição pela UEFA em 11 de agosto de 2011 por envolvimento em um escândalo de manipulação nos resultados de jogos.[1] A UEFA decidiu classificar para a ronda de play-off a equipe do Differdange 03 de Luxemburgo, que tinha sido eliminado na fase anterior pelo Olympiakos Volou.[2]
- Nota 2: Como resultado do escândalo de corrupção no futebol Turco em 2011 com acusações de manipulação de resultados, o Fenerbahçe foi excluído da Liga dos Campeões da UEFA de 2011-12 e substituído pelo Trabzonspor em 24 de agosto de 2011. Como resultado, a segunda partida entre o Trabzonspor e o Athletic Bilbao foi cancelada e o Athletic Bilbao classificou-se para a fase de grupos.[3]

## Fase de grupos
As equipes apuradas para a fase de grupos foram divididas em 4 potes, de acordo com os seus coeficientes na UEFA e, em seguida, sorteados em doze grupos de quatro equipes cada. Equipes da mesma federação não puderam ser tiradas num mesmo grupo. O sorteio foi realizado em 26 de agosto de 2011 em Mônaco.
Em cada grupo, as equipes jogam entre si em jogos de ida e volta. As jornadas são em 15 de setembro, 29 de Setembro, 20 de outubro, 03 de novembro, 30 de novembro - 1º de dezembro e 14-15 de dezembro de 2011. Os vencedores de cada grupo e os segundos colocados vão para a rodada de 32-avos, onde serão acompanhados pelas 8 equipes terceiro colocadas da fase de grupos da Liga dos Campeões da UEFA de 2011-12.
Se duas ou mais equipes terminarem iguais em pontos no final dos jogos do grupo, os seguintes critérios serão aplicados para determinar o ranking (em ordem decrescente):
1. maior número de pontos obtidos nos jogos entre as equipes em questão;
2. saldo de gols superior dos jogos disputados entre as equipes em questão;
3. maior número de gols marcados nos jogos disputados entre as equipes em questão;
4. maior número de gols marcados fora de casa nos jogos disputados entre as equipes em questão;
5. se, após a aplicação dos critérios de 1) a 4) para várias equipes, duas equipes ainda têm um ranking igual, os critérios de 1) a 4) serão reaplicados para determinar o ranking destas equipes;
6. saldo de gols de todos os jogos disputados no grupo;
7. maior número de gols marcados em todos os jogos disputados no grupo;
8. maior número de pontos acumulados pelo clube em questão, bem como a sua associação, ao longo das últimas cinco temporadas.

| Legenda                                  |
| ---------------------------------------- |
| Classificados à fase de 32-avos de final |
| Eliminados                               |

### Grupo A
| Equipe            | Pts | J | V | E | D | GP | GC | SG  |
| ----------------- | --- | - | - | - | - | -- | -- | --- |
| PAOK              | 12  | 6 | 3 | 3 | 0 | 10 | 6  | +4  |
| Rubin Kazan       | 11  | 6 | 3 | 2 | 1 | 11 | 5  | +6  |
| Tottenham Hotspur | 10  | 6 | 3 | 1 | 2 | 9  | 4  | +5  |
| Shamrock Rovers   | 0   | 6 | 0 | 0 | 6 | 4  | 19 | -15 |

|                   | PAOΚ | RK  | SR  | TH  |
| ----------------- | ---- | --- | --- | --- |
| PAOK              | –    | 1-1 | 2–1 | 0–0 |
| Rubin Kazan       | 2–2  | –   | 4-1 | 1-0 |
| Shamrock Rovers   | 1-3  | 0–3 | –   | 0-4 |
| Tottenham Hotspur | 1-2  | 1–0 | 3–1 | –   |

### Grupo B
| Equipe          | Pts | J | V | E | D | GP | GC | SG |
| --------------- | --- | - | - | - | - | -- | -- | -- |
| Standard Liège  | 14  | 6 | 4 | 2 | 0 | 9  | 1  | +8 |
| Hannover 96     | 11  | 6 | 3 | 2 | 1 | 9  | 7  | +1 |
| Copenhagen      | 5   | 6 | 1 | 2 | 3 | 5  | 9  | -4 |
| Vorskla Poltava | 2   | 6 | 0 | 2 | 4 | 4  | 10 | -6 |

|                 | COP | HAN | SL  | VP  |
| --------------- | --- | --- | --- | --- |
| Copenhagen      | –   | 1-2 | 0-1 | 1–0 |
| Hannover 96     | 2–2 | –   | 0–0 | 3-1 |
| Standard Liège  | 3–0 | 2-0 | –   | 0–0 |
| Vorskla Poltava | 1-1 | 1–2 | 1-3 | –   |

### Grupo C
| Equipe          | Pts | J | V | E | D | GP | GC | SG |
| --------------- | --- | - | - | - | - | -- | -- | -- |
| PSV Eindhoven   | 16  | 6 | 5 | 1 | 0 | 13 | 5  | +8 |
| Legia Warsaw    | 9   | 6 | 3 | 0 | 3 | 7  | 9  | -2 |
| Hapoel Tel Aviv | 7   | 6 | 2 | 1 | 3 | 10 | 9  | +3 |
| Rapid Bucureşti | 3   | 6 | 1 | 0 | 5 | 5  | 12 | -7 |

|                 | HTA | LW  | PSV | RB  |
| --------------- | --- | --- | --- | --- |
| Hapoel Tel Aviv | –   | 2-0 | 0–1 | 0–1 |
| Legia Warsaw    | 3–2 | –   | 0-3 | 3-1 |
| PSV Eindhoven   | 3-3 | 1–0 | –   | 2-1 |
| Rapid Bucureşti | 1-3 | 0–1 | 1–3 | –   |

### Grupo D
| Equipe      | Pts | J | V | E | D | GP | GC | SG |
| ----------- | --- | - | - | - | - | -- | -- | -- |
| Sporting CP | 12  | 6 | 4 | 0 | 2 | 8  | 4  | +4 |
| Lazio       | 9   | 6 | 2 | 3 | 1 | 7  | 5  | +2 |
| Vaslui      | 6   | 6 | 1 | 3 | 2 | 5  | 8  | -3 |
| Zürich      | 5   | 6 | 1 | 2 | 3 | 5  | 8  | −3 |

|             | LAZ | SCP | VAS | ZÜR |
| ----------- | --- | --- | --- | --- |
| Lazio       | –   | 2-0 | 2–2 | 1-0 |
| Sporting CP | 2–1 | –   | 2–0 | 2-0 |
| Vaslui      | 0-0 | 1-0 | –   | 2–2 |
| Zürich      | 1–1 | 0–2 | 2-0 | –   |

### Grupo E
| Equipe           | Pts | J | V | E | D | GP | GC | SG |
| ---------------- | --- | - | - | - | - | -- | -- | -- |
| Beşiktaş         | 12  | 6 | 4 | 0 | 2 | 13 | 7  | +6 |
| Stoke City       | 11  | 6 | 3 | 2 | 1 | 10 | 7  | +4 |
| Dynamo Kyiv      | 7   | 6 | 1 | 4 | 1 | 7  | 7  | 0  |
| Maccabi Tel Aviv | 2   | 6 | 0 | 2 | 4 | 8  | 17 | −9 |

|                  | BEŞ | DK  | MTA | SC  |
| ---------------- | --- | --- | --- | --- |
| Beşiktaş         | –   | 1-0 | 5–1 | 3-1 |
| Dynamo Kyiv      | 1–0 | –   | 3-3 | 1–1 |
| Maccabi Tel Aviv | 2-3 | 1–1 | –   | 1-2 |
| Stoke City       | 2–1 | 1-1 | 3–0 | –   |

### Grupo F
| Equipe              | Pts | J | V | E | D | GP | GC | SG |
| ------------------- | --- | - | - | - | - | -- | -- | -- |
| Athletic Bilbao     | 13  | 6 | 4 | 1 | 1 | 11 | 8  | +3 |
| Red Bull Salzburg   | 10  | 6 | 3 | 1 | 2 | 11 | 8  | +3 |
| Paris Saint-Germain | 10  | 6 | 3 | 1 | 2 | 8  | 7  | +1 |
| Slovan Bratislava   | 1   | 6 | 0 | 1 | 5 | 4  | 11 | −7 |

|                     | AB  | PSG | RBS | SB  |
| ------------------- | --- | --- | --- | --- |
| Athletic Bilbao     | –   | 2–0 | 2–2 | 2-1 |
| Paris Saint-Germain | 4-2 | –   | 3–1 | 1-0 |
| Red Bull Salzburg   | 0-1 | 2-0 | –   | 3–0 |
| Slovan Bratislava   | 1–2 | 0–0 | 2-3 | –   |

### Grupo G
| Equipe           | Pts | J | V | E | D | GP | GC | SG  |
| ---------------- | --- | - | - | - | - | -- | -- | --- |
| Metalist Kharkiv | 14  | 6 | 4 | 2 | 0 | 15 | 6  | +9  |
| AZ               | 8   | 6 | 1 | 5 | 0 | 10 | 7  | +3  |
| Austria Wien     | 8   | 6 | 2 | 2 | 2 | 10 | 11 | -1  |
| Malmö FF         | 1   | 6 | 0 | 1 | 5 | 4  | 15 | −11 |

|                  | AW  | AZ  | MFF | MK  |
| ---------------- | --- | --- | --- | --- |
| Austria Wien     | –   | 2-2 | 2-0 | 1–2 |
| AZ               | 2–2 | –   | 4–1 | 1-1 |
| Malmö FF         | 1–2 | 0-0 | –   | 1–4 |
| Metalist Kharkiv | 4-1 | 1–1 | 3-1 | –   |

### Grupo H
| Equipe          | Pts | J | V | E | D | GP | GC | SG |
| --------------- | --- | - | - | - | - | -- | -- | -- |
| Club Brugge     | 11  | 6 | 3 | 2 | 1 | 12 | 9  | +3 |
| Braga           | 11  | 6 | 3 | 2 | 1 | 12 | 6  | +6 |
| Birmingham City | 10  | 6 | 3 | 1 | 2 | 8  | 8  | 0  |
| Maribor         | 1   | 6 | 0 | 1 | 5 | 6  | 15 | −9 |

|                 | BC  | BRA | CB  | MAR |
| --------------- | --- | --- | --- | --- |
| Birmingham City | –   | 1–3 | 2-2 | 1-0 |
| Braga           | 1-0 | –   | 1–2 | 5-1 |
| Club Brugge     | 1–2 | 1-1 | –   | 2–0 |
| Maribor         | 1–2 | 1–1 | 3-4 | –   |

### Grupo I
| Equipe          | Pts | J | V | E | D | GP | GC | SG |
| --------------- | --- | - | - | - | - | -- | -- | -- |
| Atlético Madrid | 13  | 6 | 4 | 1 | 1 | 11 | 4  | +7 |
| Udinese         | 9   | 6 | 2 | 3 | 1 | 6  | 7  | -1 |
| Celtic          | 6   | 6 | 1 | 3 | 2 | 6  | 7  | −1 |
| Rennes          | 3   | 6 | 0 | 3 | 3 | 5  | 10 | −5 |

|                 | AM  | CEL | REN | UDI |
| --------------- | --- | --- | --- | --- |
| Atlético Madrid | –   | 2–0 | 3-1 | 4-0 |
| Celtic          | 0-1 | –   | 3-1 | 1–1 |
| Rennes          | 1–1 | 1–1 | –   | 0-0 |
| Udinese         | 2–0 | 1-1 | 2–1 | –   |

### Grupo J
| Equipe           | Pts | J | V | E | D | GP | GC | SG  |
| ---------------- | --- | - | - | - | - | -- | -- | --- |
| Schalke 04       | 14  | 6 | 4 | 2 | 0 | 13 | 2  | +11 |
| Steaua București | 8   | 6 | 2 | 2 | 2 | 9  | 11 | −2  |
| Maccabi Haifa    | 6   | 6 | 2 | 0 | 4 | 10 | 12 | -2  |
| AEK Larnaca      | 5   | 6 | 1 | 2 | 3 | 4  | 11 | −7  |

|                  | AEK | MH  | SCH | SB  |
| ---------------- | --- | --- | --- | --- |
| AEK Larnaca      | –   | 2-1 | 0–5 | 1–1 |
| Maccabi Haifa    | 1–0 | –   | 0-3 | 5–0 |
| Schalke 04       | 0-0 | 3–1 | –   | 2-1 |
| Steaua București | 3-1 | 4-2 | 0–0 | –   |

### Grupo K
| Equipe       | Pts | J | V | E | D | GP | GC | SG |
| ------------ | --- | - | - | - | - | -- | -- | -- |
| Twente       | 13  | 6 | 4 | 1 | 1 | 14 | 7  | +7 |
| Wisła Kraków | 9   | 6 | 3 | 0 | 3 | 8  | 13 | −5 |
| Fulham       | 8   | 6 | 2 | 2 | 2 | 9  | 6  | +3 |
| Odense       | 4   | 3 | 1 | 1 | 4 | 9  | 14 | −5 |

|              | FUL | OB  | TWE | WK  |
| ------------ | --- | --- | --- | --- |
| Fulham       | –   | 2-2 | 1–1 | 4-1 |
| Odense       | 0–2 | –   | 1–4 | 1-2 |
| Twente       | 1-0 | 3-2 | –   | 4–1 |
| Wisła Kraków | 1–0 | 1–3 | 2-1 | –   |

### Grupo L
| Equipe           | Pts | J | V | E | D | GP | GC | SG  |
| ---------------- | --- | - | - | - | - | -- | -- | --- |
| Anderlecht       | 18  | 6 | 6 | 0 | 0 | 18 | 5  | +13 |
| Lokomotiv Moscow | 12  | 6 | 4 | 0 | 2 | 14 | 11 | +3  |
| AEK Athens       | 3   | 6 | 1 | 0 | 5 | 8  | 15 | −7  |
| Sturm Graz       | 3   | 6 | 1 | 0 | 5 | 5  | 14 | –9  |

|                  | AEK | AND | LM  | SG  |
| ---------------- | --- | --- | --- | --- |
| AEK Athens       | –   | 1-2 | 1-3 | 1–2 |
| Anderlecht       | 4–1 | –   | 5-3 | 3-1 |
| Lokomotiv Moscow | 3–1 | 0–2 | –   | 3-1 |
| Sturm Graz       | 1-3 | 0–2 | 1–2 | –   |

## Fases finais
Nas fases finais, as equipes classificadas jogam em partidas eliminatórias de ida e volta, exceto no jogo final.

### Equipas Qualificadas
| Chave de cores                                |
| --------------------------------------------- |
| Cabeças de série para os 32-avos-de-final     |
| Não cabeças de série para os 32-avos-de-final |

#### Fase de Grupos da Liga Europa
| Grupo | Vencedores       | Vice-Vencedores   |
| ----- | ---------------- | ----------------- |
| A     | PAOK             | Rubin Kazan       |
| B     | Standard Liège   | Hannover 96       |
| C     | PSV Eindhoven    | Legia Warsaw      |
| D     | Sporting CP      | Lazio             |
| E     | Beşiktaş         | Stoke City        |
| F     | Athletic Bilbao  | Red Bull Salzburg |
| G     | Metalist Kharkiv | AZ                |
| H     | Club Brugge      | Braga             |
| I     | Atlético Madrid  | Udinese           |
| J     | Schalke 04       | Steaua București  |
| K     | Twente           | Wisła Kraków      |
| L     | Anderlecht       | Lokomotiv Moscow  |

#### Fase de grupos da Liga dos Campeões
| Grupo | Equipa            | Pts | J | V | E | D | GM | GS | DG |
| ----- | ----------------- | --- | - | - | - | - | -- | -- | -- |
| A     | Manchester City   | 10  | 6 | 3 | 1 | 2 | 9  | 6  | +3 |
| C     | Manchester United | 9   | 6 | 2 | 3 | 1 | 11 | 8  | +4 |
| F     | Olympiacos        | 9   | 6 | 3 | 0 | 3 | 8  | 6  | +3 |
| E     | Valencia          | 8   | 6 | 2 | 2 | 2 | 12 | 7  | +5 |
| G     | Porto             | 8   | 6 | 2 | 2 | 2 | 7  | 7  | 0  |
| D     | Ajax              | 8   | 6 | 2 | 2 | 2 | 6  | 6  | 0  |
| B     | Trabzonspor       | 7   | 6 | 1 | 4 | 1 | 3  | 5  | -2 |
| H     | Viktoria Plzeň    | 5   | 6 | 1 | 2 | 3 | 4  | 11 | -7 |

### 16 avos de final
| Equipe 1          | Total | Equipe 2          | 1.º jogo | 2.º jogo |
| ----------------- | ----- | ----------------- | -------- | -------- |
| Porto             | 1 - 6 | Manchester City   | 1 - 2    | 0 - 4    |
| Ajax              | 2 - 3 | Manchester United | 0 - 2    | 2 - 1    |
| Lokomotiv Moscow  | 2 - 2 | Athletic Bilbao   | 2 - 1    | 0 - 1    |
| Red Bull Salzburg | 1 - 8 | Metalist Kharkiv  | 0 - 4    | 1 - 4    |
| Stoke City        | 0 - 2 | Valencia          | 0 - 1    | 0 - 1    |
| Rubin Kazan       | 0 - 2 | Olympiacos        | 0 - 1    | 0 - 1    |
| AZ                | 2 - 0 | Anderlecht        | 1 - 0    | 1 - 0    |
| Lazio             | 1 - 4 | Atlético Madrid   | 1 - 3    | 0 - 1    |
| Steaua București  | 0 - 2 | Twente            | 0 - 1    | 0 - 1    |
| Viktoria Plzeň    | 2 - 4 | Schalke 04        | 1 - 1    | 1 - 3    |
| Wisła Kraków      | 1 - 1 | Standard Liège    | 1 - 1    | 0 - 0    |
| Braga             | 1 - 2 | Beşiktaş          | 0 - 2    | 1 - 0    |
| Udinese           | 3 - 0 | PAOK              | 0 - 0    | 3 - 0    |
| Trabzonspor       | 2 - 6 | PSV Eindhoven     | 1 - 2    | 1 - 4    |
| Hannover 96       | 3 - 1 | Club Brugge       | 2 - 1    | 1 - 0    |
| Legia Warsaw      | 2 - 3 | Sporting CP       | 2 - 2    | 0 - 1    |

### Oitavas de final
| Equipe 1          | Total     | Equipe 2        | 1.º jogo | 2.º jogo |
| ----------------- | --------- | --------------- | -------- | -------- |
| Metalist Kharkiv  | 2 - 2(gf) | Olympiacos      | 0 - 1    | 2 - 1    |
| Sporting CP       | 3 - 3(gf) | Manchester City | 1 - 0    | 2 - 3    |
| Twente            | 2 - 4     | Schalke 04      | 1 - 0    | 1 - 4    |
| Standard Liège    | 2 - 6     | Hannover 96     | 2 - 2    | 0 - 4    |
| Valencia          | 5 - 3     | PSV Eindhoven   | 4 - 2    | 1 -1     |
| AZ                | 3 - 2     | Udinese         | 2 - 0    | 1 - 2    |
| Atlético Madrid   | 6 - 1     | Beşiktaş        | 3 - 1    | 3 - 0    |
| Manchester United | 3 - 5     | Athletic Bilbao | 2 - 3    | 1 - 2    |

### Quartas de final
Os jogos da primeira mão serão jogados a 29 de Março, e a segunda mão a 5 de Abril de 2012
| Equipe 1        | Total | Equipe 2         | 1.º jogo | 2.º jogo |
| --------------- | ----- | ---------------- | -------- | -------- |
| AZ              | 2 - 5 | Valencia         | 2 - 1    | 0 - 4    |
| Schalke 04      | 4 - 6 | Athletic Bilbao  | 2 - 4    | 2 - 2    |
| Sporting CP     | 3 - 2 | Metalist Kharkiv | 2 - 1    | 1 - 1    |
| Atlético Madrid | 4 - 2 | Hannover 96      | 2 - 1    | 2 - 1    |

### Semifinais
Os jogos da primeira mão serão jogados a 19 de Abril de 2012, e a segunda mão serão jogados a 26 de Abril de 2012.
| Equipe 1        | Total | Equipe 2        | 1.º jogo | 2.º jogo |
| --------------- | ----- | --------------- | -------- | -------- |
| Atlético Madrid | 5 - 2 | Valencia        | 4 – 2    | 1 - 0    |
| Sporting CP     | 3 - 4 | Athletic Bilbao | 2 – 1    | 1 - 3    |

### Final
A Final da UEFA Europa League 2012 foi jogada a 9 de Maio 2012 no Stadionul Naţional em Bucareste, Romênia.
| 9 de Maio de 2012       | Atlético Madrid            | 3 – 0     | Athletic Bilbao | Estádio Nacional, Bucareste                 |
| 21:45 EEST (20:45 CEST) | Falcao 7', 34' · Diego 85' | Relatório |                 | Público: 52 347 Árbitro: GER Wolfgang Stark |

| Liga Europa da UEFA Campeão 2011–12 |
| ----------------------------------- |
| Espanha                             |
| Atlético de Madrid Segundo Título   |